# Jakob Gartner
Jakob Gartner (22. červen 1861 Přerov – 15. duben 1921 Vídeň) byl přední rakouský architekt, autor obytných i veřejných budov a především synagog na Moravě a v Rakousku.

## Život
Byl jedním z pěti dětí židovských rodičů. Studoval v Brně na Vyšší průmyslové škole, později ve Vídni na Akademii výtvarných umění u Karla von Hasenauera, který byl v té době předním architektem nově budované vídeňské Ringstraße. Vedle studia pracoval v ateliéru Huga Wiedenfelda na realizovaném projektu tzv. Tureckého templu v ulici Zirkusgasse v Leopoldstadtu. Vydal se také na studijní cestu do italské Vicenzy, aby nastudoval Palladiovu vilu La Rotonda.

## Dílo
Gartner navrhl velké množství obytných i veřejných staveb, především na Moravě a v Rakousku (Vídeň). Pro židovské obce navrhoval honosné synagogy v maursko-orientálním stylu. Většina z nich byla zničena za druhé světové války, nejčastěji během křišťálové noci z 9. na 10. listopadu 1938.
Gartnerova kancelář sídlila ve Vídni, ale v Olomouci měla pobočku. Spoluprací se stavebníkem Moritzem Fischerem Gartner významně ovlivnil podobu Olomouce konce 19. století. Jedinou dochovanou synagogou, hmotově i stylově odpovídající zničeným templům na území České republiky, je synagoga v rumunském Târgu Mureș. 
Je pochován na hřbitově ve vídeňské čtvrti Döbling (Döblinger Friedhof) v severozápadní části Vídně.

### Synagogy
- 1890: synagoga v Hlohovci, Slovensko, v roce 1960 asanována
- 1891: synagoga status quo ante v Trnavě, Slovensko, dochována dodnes
- 1891–1893: Nová synagoga v Holešově, vypálena nacisty 11. srpna 1941[2]
- 1892–1896: synagoga v Opavě, vypálena nacisty 10. listopadu 1938
- 1895–1897: synagoga v Olomouci, vypálena nacisty 15.–16. března 1939
- 1891: synagoga na Humboldtgasse 27, Vídeň, zničena nacisty 10. listopadu 1938
- 1898: přestavba synagogy v Přerově, dochována dodnes, v užívání pravoslavné církve
- 1898–1899: synagoga na Braunhubergasse 7, Vídeň-Simmering, zničena nacisty 10. listopadu 1938
- 1899–1900: Velká synagoga v Târgu Mureș, dochována dodnes
- 1899–1901: synagoga na Kluckygasse 11, Vídeň-Brigittenau, zničena nacisty 10. listopadu 1938
- 1899–1901: synagoga v Bohumíně, zničena nacisty
- 1895–1897: synagoga v Prostějově, 1939 zapálena nacisty, od 1940 skladiště, po válce přestavěna pro účely Československé církve husitské
- 1899–1901: synagoga na Siebenbrunnengasse 1, Vídeň-Margareten, zničena nacisty 10. listopadu 1938
- 1909–1910: synagoga v Kroměříži zničena nacisty

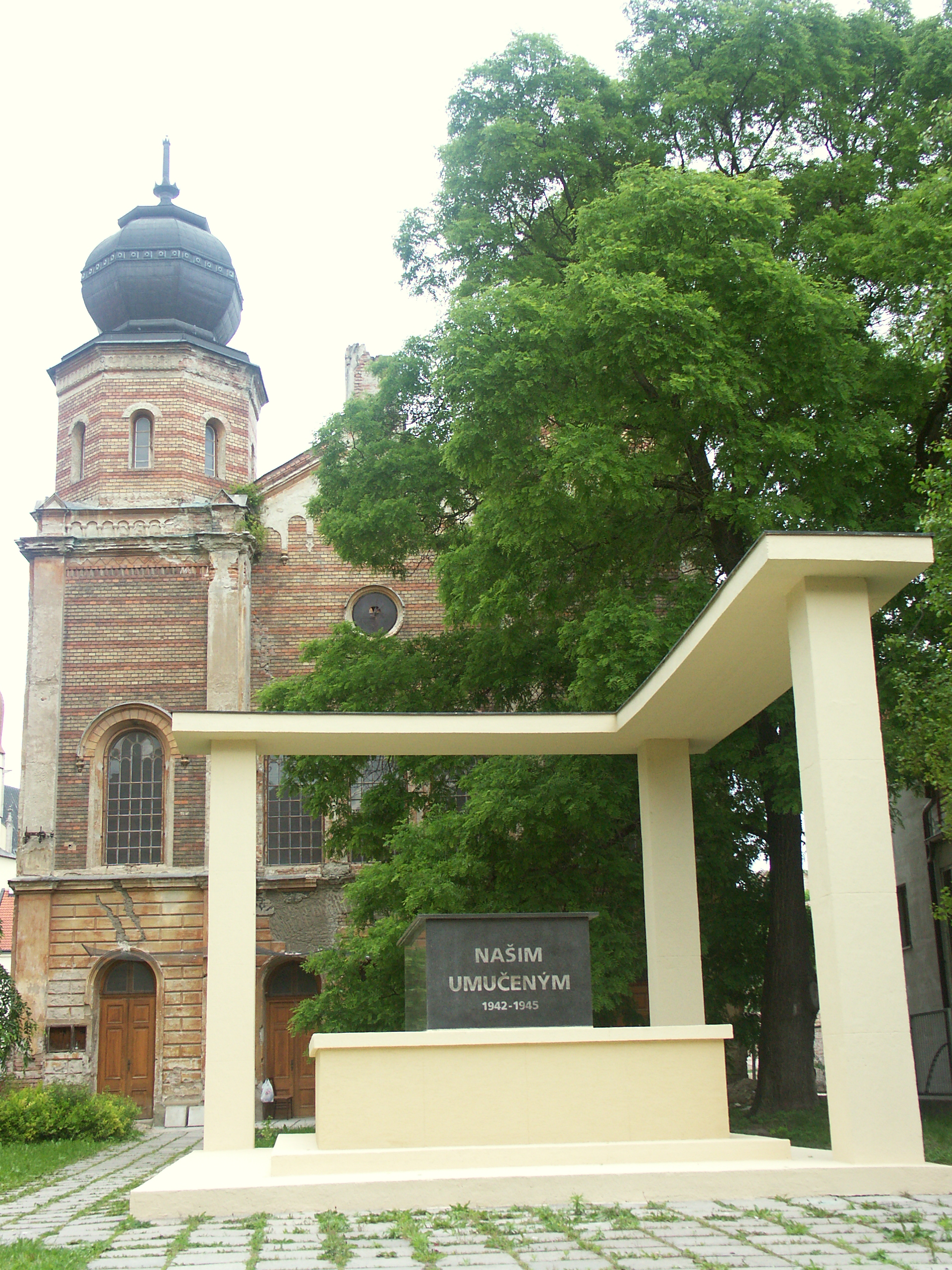
Památník Holocaustu před synagogou v Trnavě
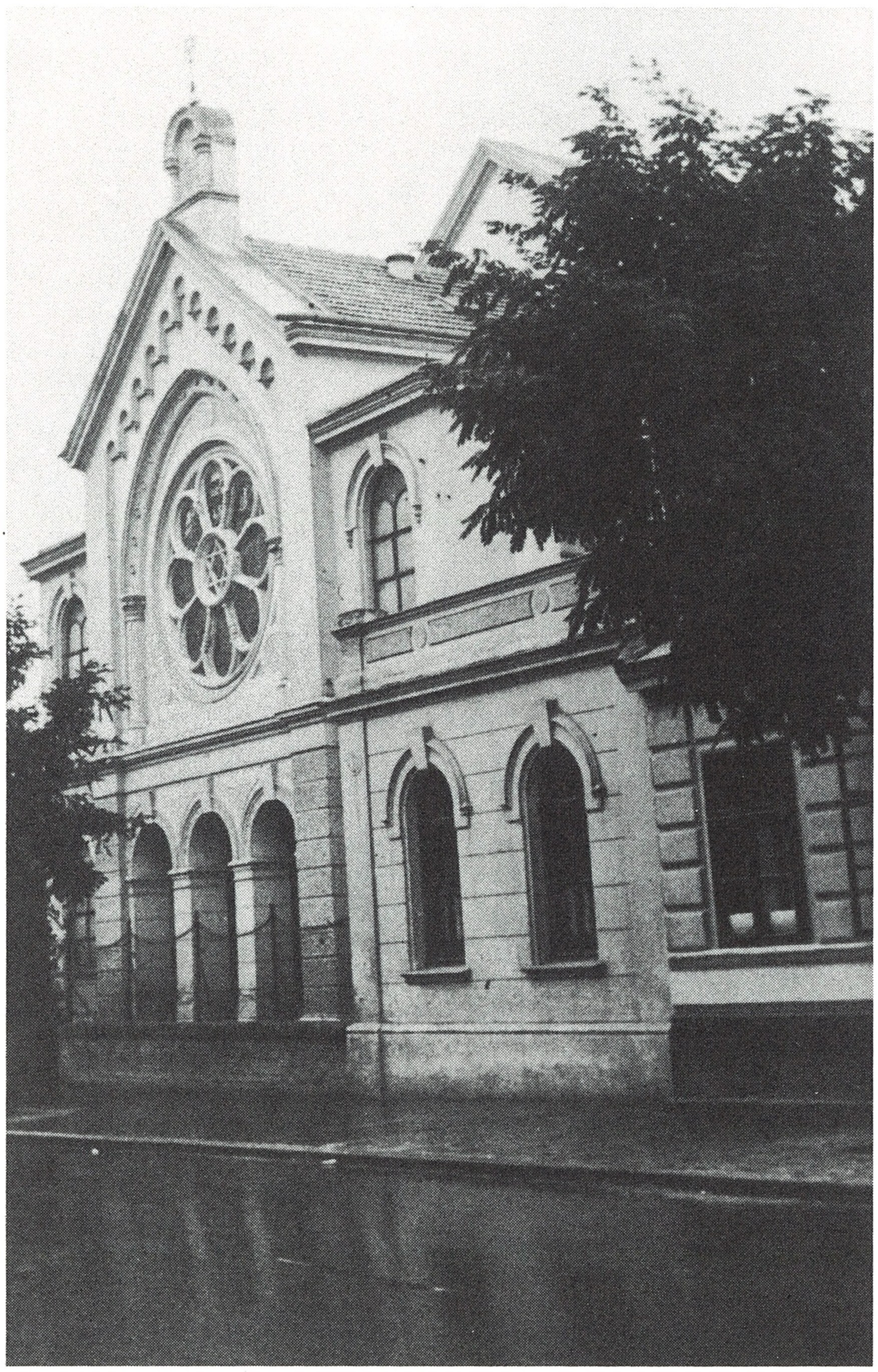
Synagoga ve Vídni-Simmeringu
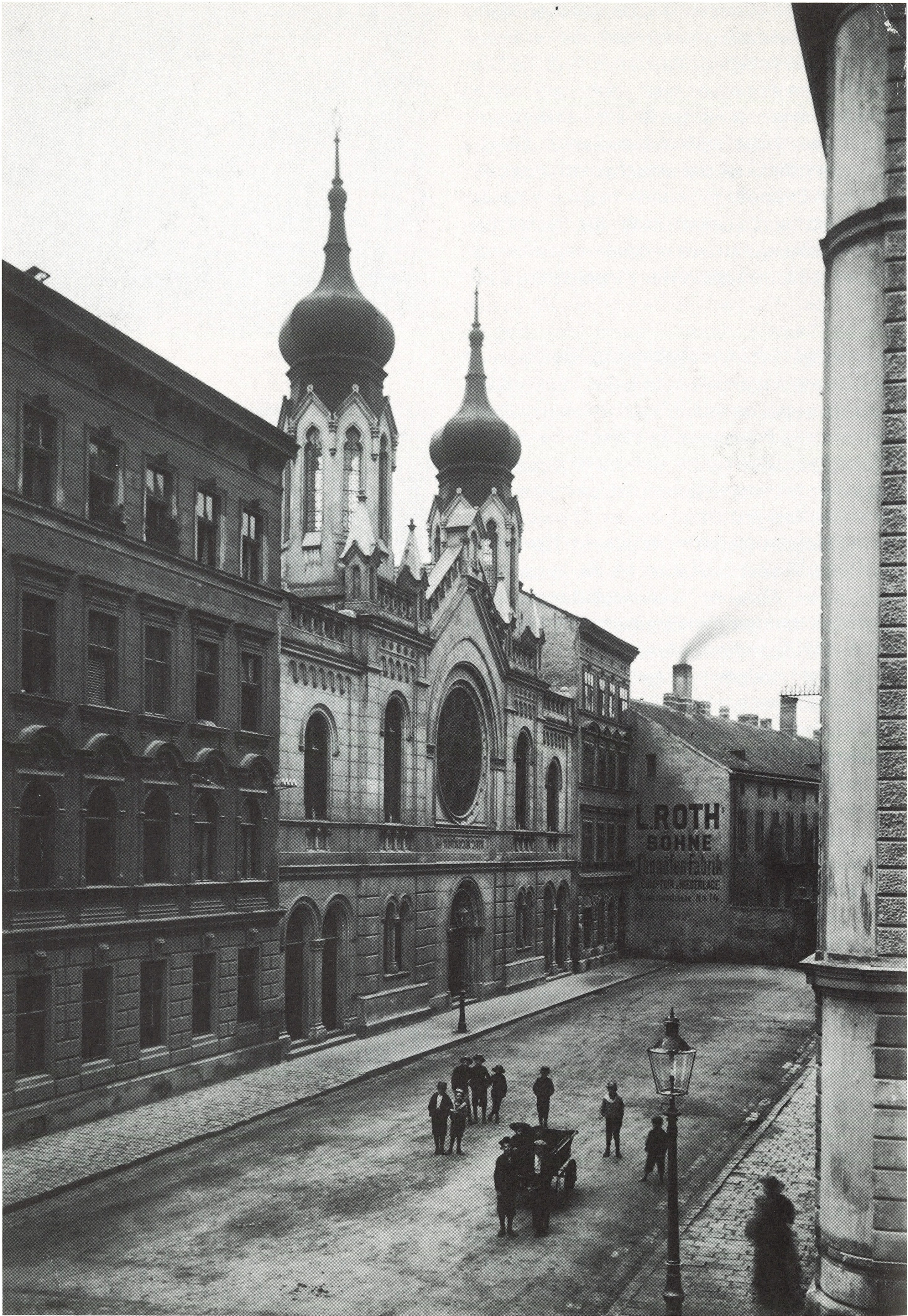
Synagoga ve Vídni-Brigittenau
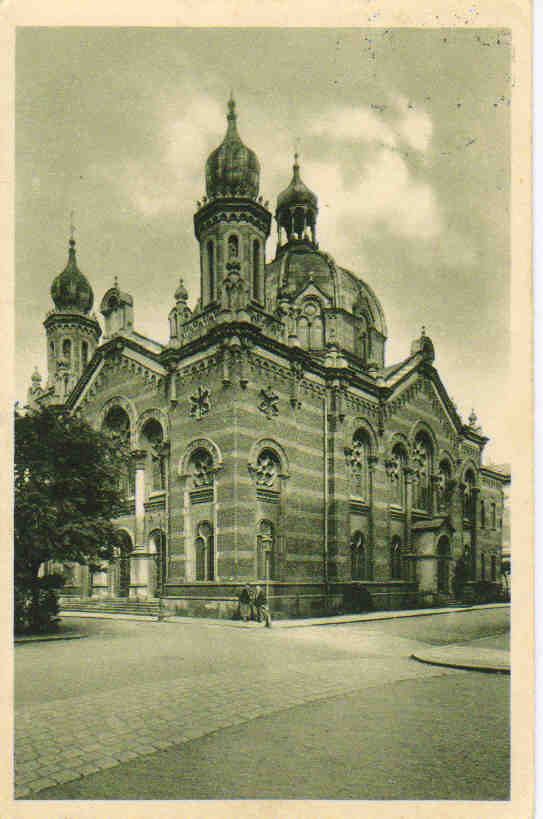
Synagoga v Olomouci
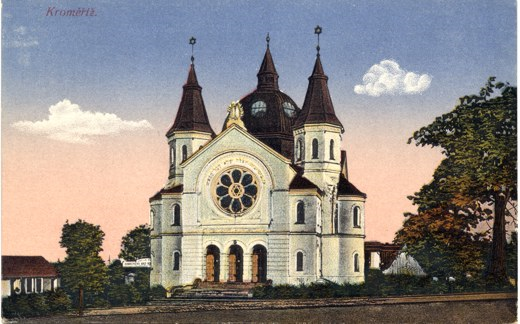
Synagoga v Kroměříži
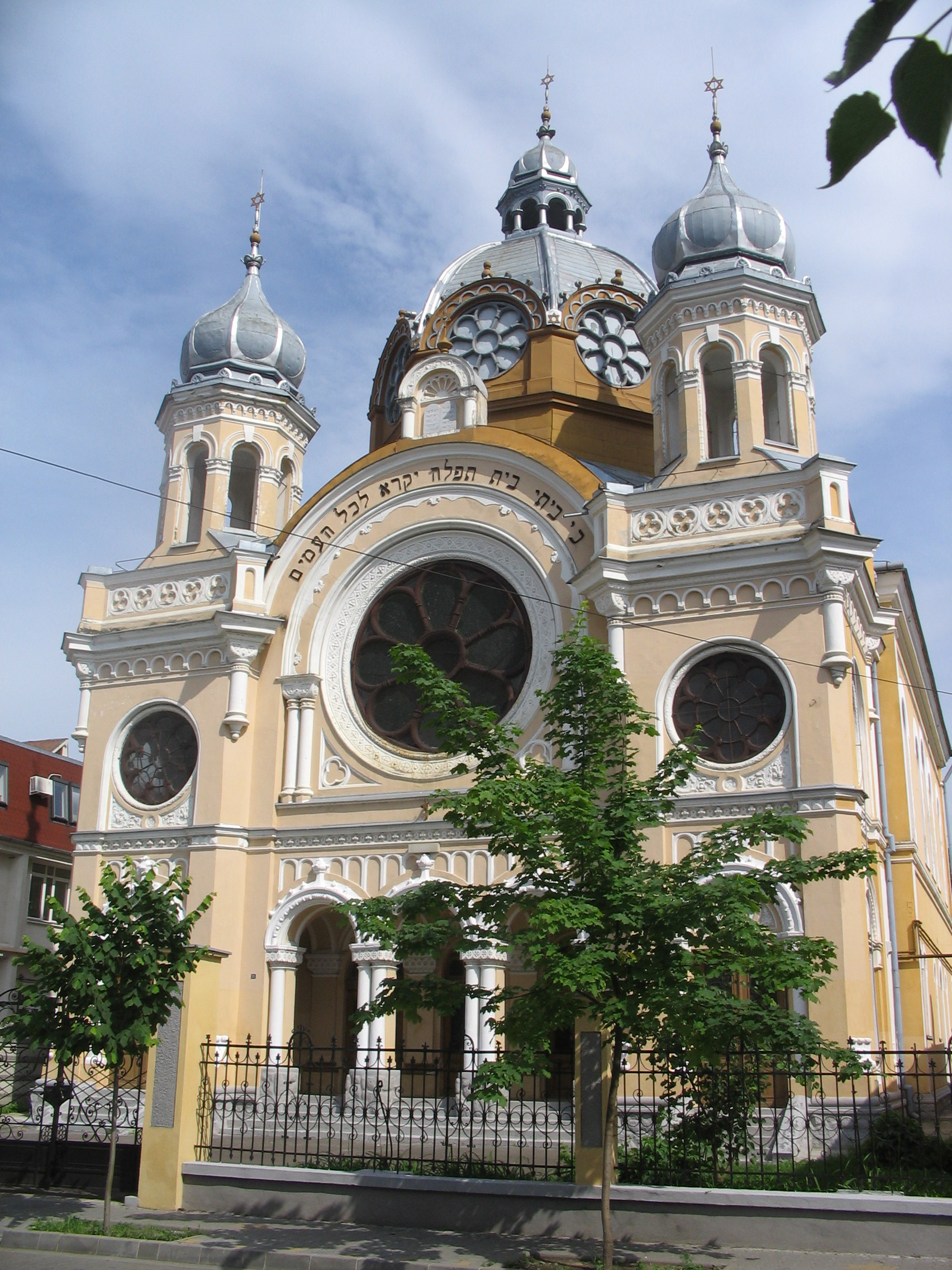
Synagoga v Târgu Mureș

### Další stavby
- spolu se stavebníkem Moritzem Fischerem postavil asi 40 nájemních domů v Olomouci, zejména v Masarykově (5, 7, 9, 18) a Vídeňské ulici (5, 7, 9) a soubor šesti historizujících vil ve Vídeňské ulici 2, 4, 6, 8 a 12
- 1894–1899: Ústav pro vzdělávání dívek Hraběte Pöttinga (Pöttingeum) v Olomouci, Palackého ul. – neogotický styl
- 1895: budova spořitelny ve Šternberku, Radniční 80/18, dnes sídlo Komerční banky
- 1895–1896: vila Eduarda Hamburgera v Olomouci, Vídeňská 2
- 1895–1896: vila Ignáce Briesse v Olomouci, Vídeňská 8 – neogotický styl
- 1896–1897: dům A. Redlicha, Pekařská 17, Olomouc – neobarokní styl
- 1897: nájemní a obchodní dům U tří kohoutů, Masarykova 32, Brno (obrázek)
- 1899–1902: Porodnice císařovny Alžběty, Knöllgasse 22–24, Vídeň-Favoriten
- 1907: Obytný a komerční dům J. Mayera v Prostějově, Vápenice 13–15

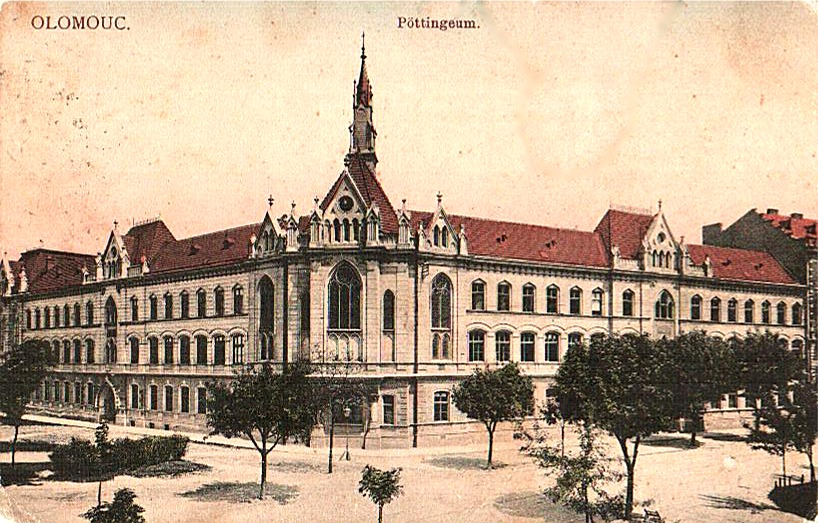
Pöttingeum v Olomouci na dobové pohlednici
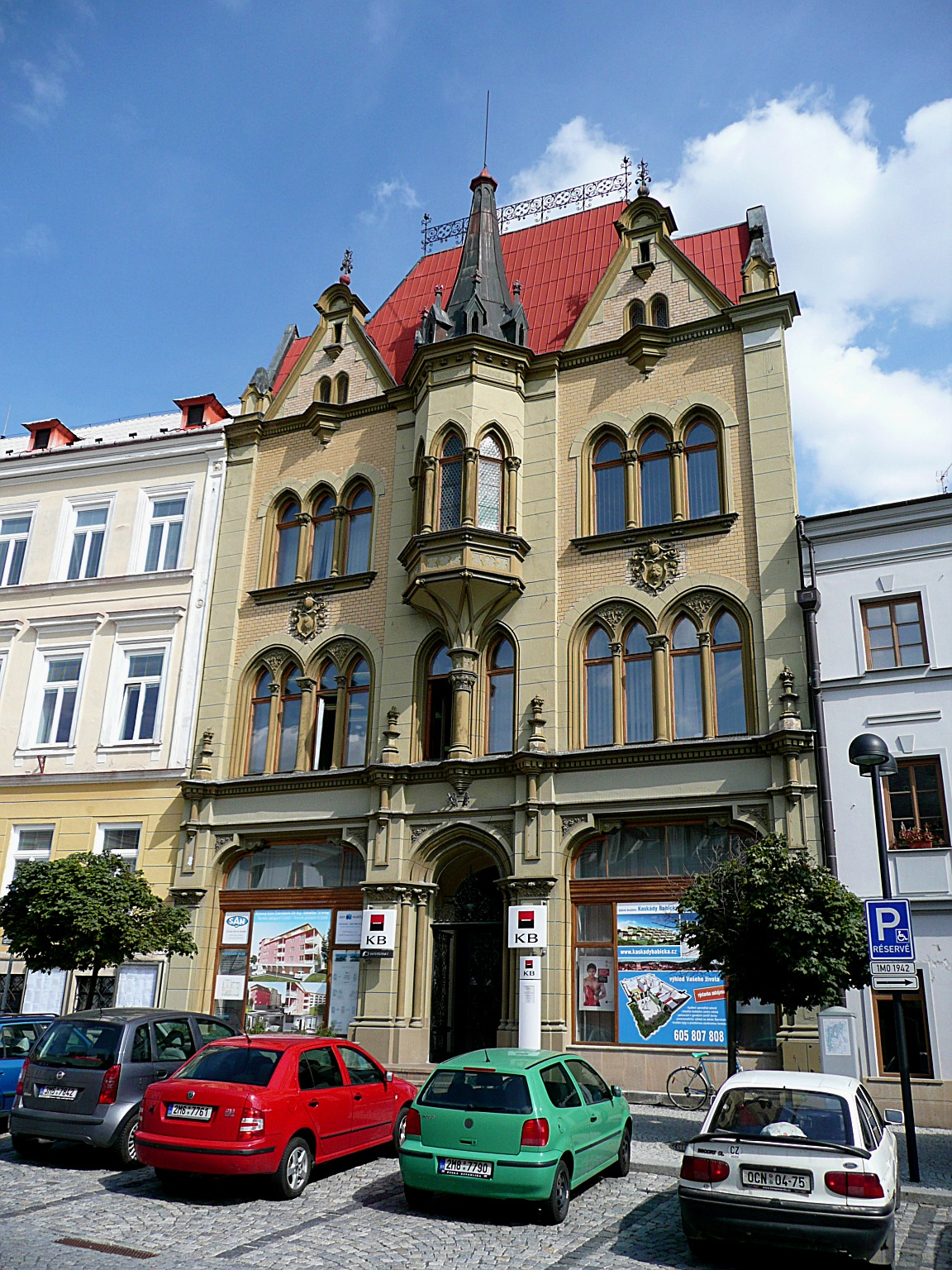
Budova spořitelny ve Šternberku
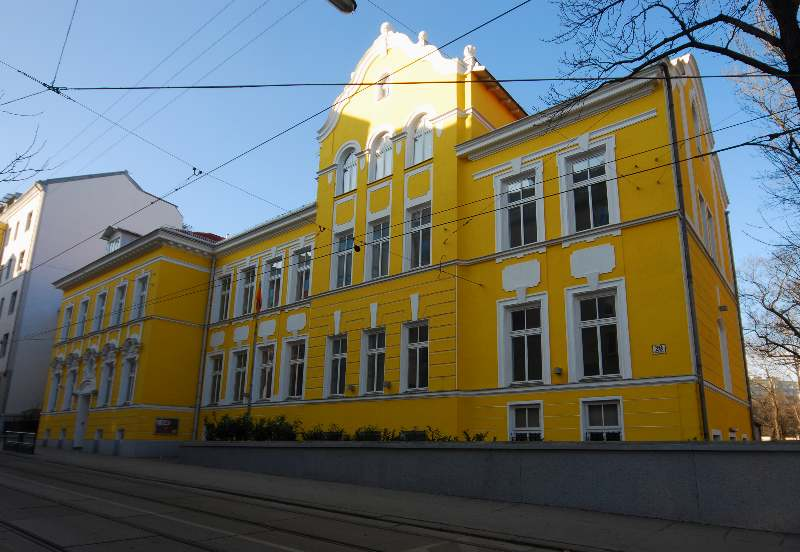
Porodnice císařovny Alžběty ve Vídni
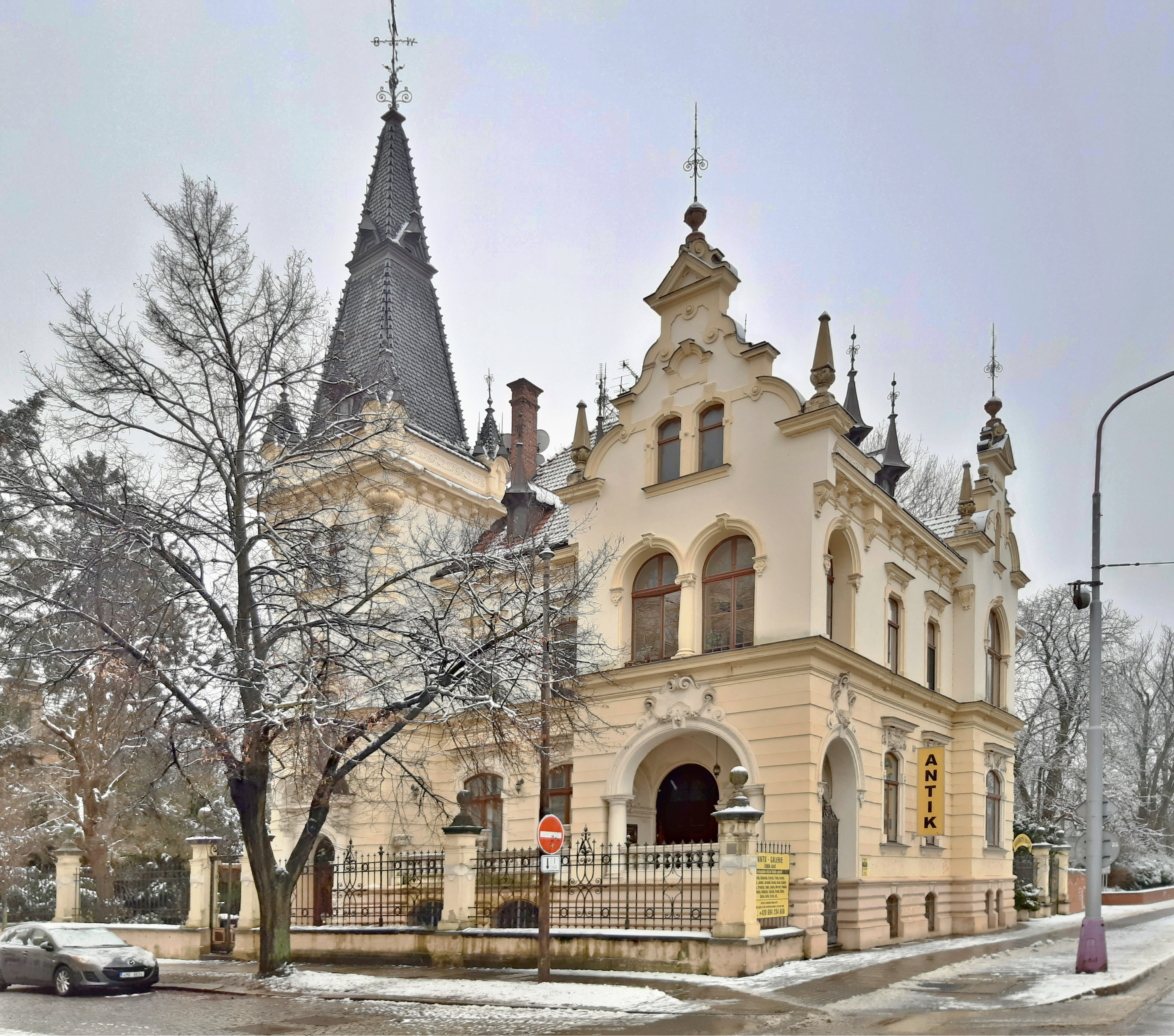
Vila Eduarda Hamburgera v Olomouci
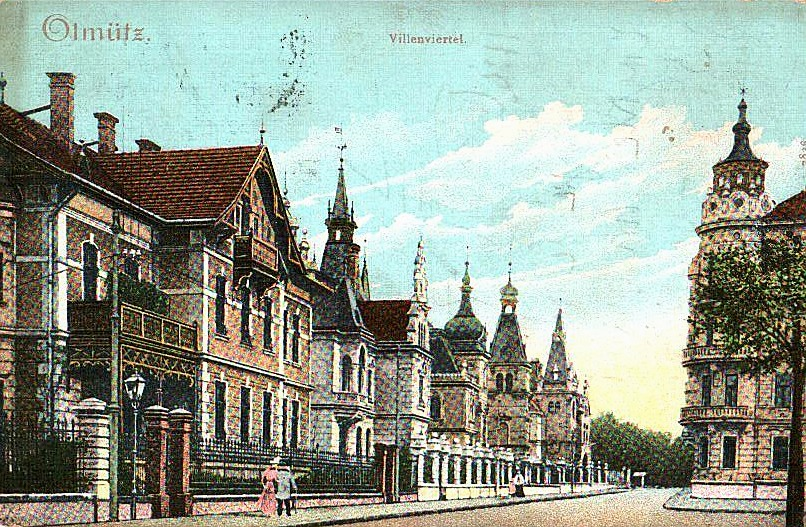
Vily na Vídeňské ulici v Olomouci na dobové pohlednici